# Puerto Piña
Puerto Piña è un comune (corregimiento) della Repubblica di Panama situato nel distretto di Chepigana, provincia di Darién. Si estende su una superficie di 302,6 km² e conta una popolazione di 1.113 abitanti (censimento 2010).